# Lev Davidovič Landau
Lev Davidovič Landau (in russo Лев Давидович Ландау?; Baku, 22 gennaio 1908 – Mosca, 1º aprile 1968) è stato un fisico sovietico.

## Biografia
Nacque in una famiglia ebraica a Baku. Il padre, ingegnere, era dirigente di un'importante azienda petrolifera e la madre era medico. Fin da giovanissimo fu considerato un bambino prodigio: a 12 anni imparò da solo l'analisi matematica.
A 14 anni si iscrisse alle facoltà di fisica e chimica, optando poi per la prima, e a 16 anni affrontò la fisica teorica.
Ottenne la laurea nel 1927, anno in cui pubblicò un suo lavoro sull'irraggiamento nella meccanica quantistica, nel quale usò per primo la matrice densità per la descrizione degli stati.
Nel 1929 si recò a Copenaghen, dove Niels Bohr era solito tenere incontri nei quali si discuteva della fisica teorica del periodo, e questo fu un punto importante per la sua definitiva formazione di fisico.
Dal 1931 al 1934 fu a Leningrado, mentre dal 1935 fu a Charkiv, alla cattedra di fisica generale, dove, oltre a molteplici lavori, si dedicò all'organizzazione di una scuola speciale, pensando a un rinnovamento globale dell'insegnamento della fisica. Per questo motivo iniziò a lavorare a un corso di Fisica Teorica, in collaborazione con Evgenij Lifšic, che doveva poi rivelarsi come il più completo della fisica moderna, partendo dalla meccanica classica alla fisica statistica all'elettrodinamica dei continui, fino alla cinetica chimica.
Landau pensava che i metodi di insegnamento non fornissero sufficienti mezzi matematici ai fisici, per cui l'accesso alla sua scuola era regolato da un esame di ammissione, chiamato minimo teorico, nel quale veniva richiesta una perfetta conoscenza dell'analisi vettoriale, dell'algebra tensoriale e almeno dei presupposti delle funzioni a variabile complessa; argomenti più specifici sarebbero poi stati introdotti dove necessari.
Dal 1934 al 1961 solo 43 fisici furono in grado di superare tale esame (tra i quali Aleksej Abrikosov, premio Nobel per la Fisica nel 2003), ma uno dei risultati di questa scuola fu l'alto livello generale della fisica sovietica.
Nel 1937 si trasferì definitivamente a Mosca all'Istituto di Problemi Fisici. Nel 1938 Landau fu arrestato come "nemico del popolo", servo della fisica "borghese" e spia tedesca: trascorse un anno in carcere alla Lubjanka. In seguito fu reintegrato presso lo stesso istituto grazie all'intervento del futuro Premio Nobel Pëtr Kapica, che ne chiese la scarcerazione a Stalin. 
In seguito ottenne vari riconoscimenti anche esteri e nel 1962 gli fu conferito il Premio Nobel per "la ricerca pionieristica nella teoria dello stato condensato della materia e in particolare dell'elio liquido".
Il 7 gennaio 1962 fu vittima di un grave incidente stradale, quando, a causa della strada ghiacciata, l'autovettura su cui viaggiava, guidata dal fisico Vladimir Sudakov, con a bordo anche sua moglie, si scontrò con un autocarro. Landau rimase tra la vita e la morte per diverso tempo e diede i primi segni di coscienza solo il 27 febbraio; non superò mai veramente l'incidente, e morì il 1º aprile 1968 per un'improvvisa embolia polmonare.

### Produzione scientifica
Dare un quadro completo della sua produzione scientifica è pressoché impossibile. Alcuni tra i suoi più importanti contributi sono:
- nel 1937, interpretò il nucleo atomico come una goccia di liquido quantistico, senza supposizioni sui parametri che intervenivano nel modello;
- nel 1956, alla scoperta della non conservazione della parità nelle interazioni deboli, propose il principio della parità combinata (trasformazione CP), trasferendo l'asimmetria sulle particelle, invece che allo spazio;
- elaborazione della teoria degli sciami elettronici nei raggi cosmici, dove fornì i fondamenti matematici;
- applicazione dell'idrodinamica relativistica nella produzione multipla di particelle nelle collisioni;
- studio del diamagnetismo del gas di elettroni liberi;
- studio dello smorzamento delle oscillazioni ad alta frequenza di un plasma;
- transizioni di fase di seconda specie;
- teoria della trivialità quantistica
- teoria della superconduttività;
- teoria dei liquidi quantistici e in particolare della superfluidità, legata all'elio-4.

Era tipico di Landau non riportare nelle pubblicazioni i riferimenti necessari, da un lato perché li giudicava banali, dall'altro perché agli stessi risultati egli era arrivato in altro modo, di solito più semplice ed elegante.

### Il corso di fisica teorica
Una delle principali opere di Landau è il monumentale Corso di Fisica Teorica in dieci volumi, scritto insieme a Evgenij Lifšic, L. P. Pitaevskij e V. B. Beresteckij, una delle opere più sistematiche ed esaustive di fisica teorica finora scritte, che costituisce un punto di riferimento per tutti gli studenti universitari della materia, celebre peraltro per la chiarezza dell'esposizione e il rigore della trattazione. In realtà Landau non amava scrivere e si limitava a dare l'impostazione dei testi e a discuterli con i suoi collaboratori; la redazione diretta avveniva ad opera di questi ultimi.
Il corso si compone dei volumi:
- vol. 1: Meccanica
- vol. 2: Teoria dei campi
- vol. 3: Meccanica quantistica: teoria non relativistica
- vol. 4: Teoria quantistica relativistica (Lifšic, Beresteckij e Pitaevskij)
- vol. 5: Fisica statistica
- vol. 6: Meccanica dei fluidi
- vol. 7: Teoria dell'elasticità
- vol. 8: Elettrodinamica dei mezzi continui
- vol. 9: Fisica statistica 2. Teoria dello stato condensato
- vol. 10: Fisica cinetica

Tutti i volumi del trattato sono pubblicati in italiano dalla casa editrice Editori Riuniti.
Il suo corso ha esercitato una profonda influenza su chi ha studiato fisica in Italia negli anni settanta e ottanta, sia per l'effettiva consistenza di alcuni degli argomenti, sia per la facile reperibilità e il basso costo. Rispetto ad altri testi di livello universitario, furono distribuiti anche in molte librerie non universitarie e quindi molti ebbero occasione di conoscerlo al di fuori del circuito accademico: erano rari gli studenti di fisica che non avessero acquistato almeno uno dei primi tre volumi. Il quarto volume, scritto senza la supervisione di Landau, ha avuto in genere minori apprezzamenti, anche se ha conosciuto una buona diffusione. Gli altri erano relativi a corsi più specialistici, non sempre inclusi nei piani di studio.
Per molto tempo ciò che si seppe della biografia di Landau era riportato nell'introduzione al primo volume del corso, tradotta dal russo, abbastanza dettagliata su alcuni aspetti, ma reticente su altri. Essa glissava, ad esempio, sull'arresto e sull'incarcerazione.

## Curiosità
- Si racconta che una targa sulla porta del suo ufficio di Charkiv dicesse: "Lev Landau. Attenzione, morde!" (Лев in russo sta per leone quindi la frase si poteva leggere come: "Leone Landau. Attenzione, morde!").
- Landau era solito classificare tutto, anche i contributi che i fisici avevano dato allo sviluppo della propria disciplina. La classifica numerica andava da 0 (migliore) a 5 secondo una scala logaritmica, in cui si sottintendeva che il contributo di un fisico di una classe era di 10 volte superiore a quello di un fisico della classe successiva. Nella quinta classe andavano a finire i "patologici". Secondo questa classificazione Isaac Newton era classificato 0, Albert Einstein 0,5; Niels Bohr, Werner Karl Heisenberg, Paul Dirac, Erwin Schrödinger e gli altri fondatori della fisica quantistica erano nella prima classe. Per un lungo periodo Landau si classificò nella 2,5 per promuoversi in seguito alla 2. Il fisico David Mermin (classificato 4,5) ha menzionato la scala di Landau e le relative classificazioni in un articolo: "My Life with Landau: Homage of a 4.5 to a 2".[2][3]